# Max Klinger

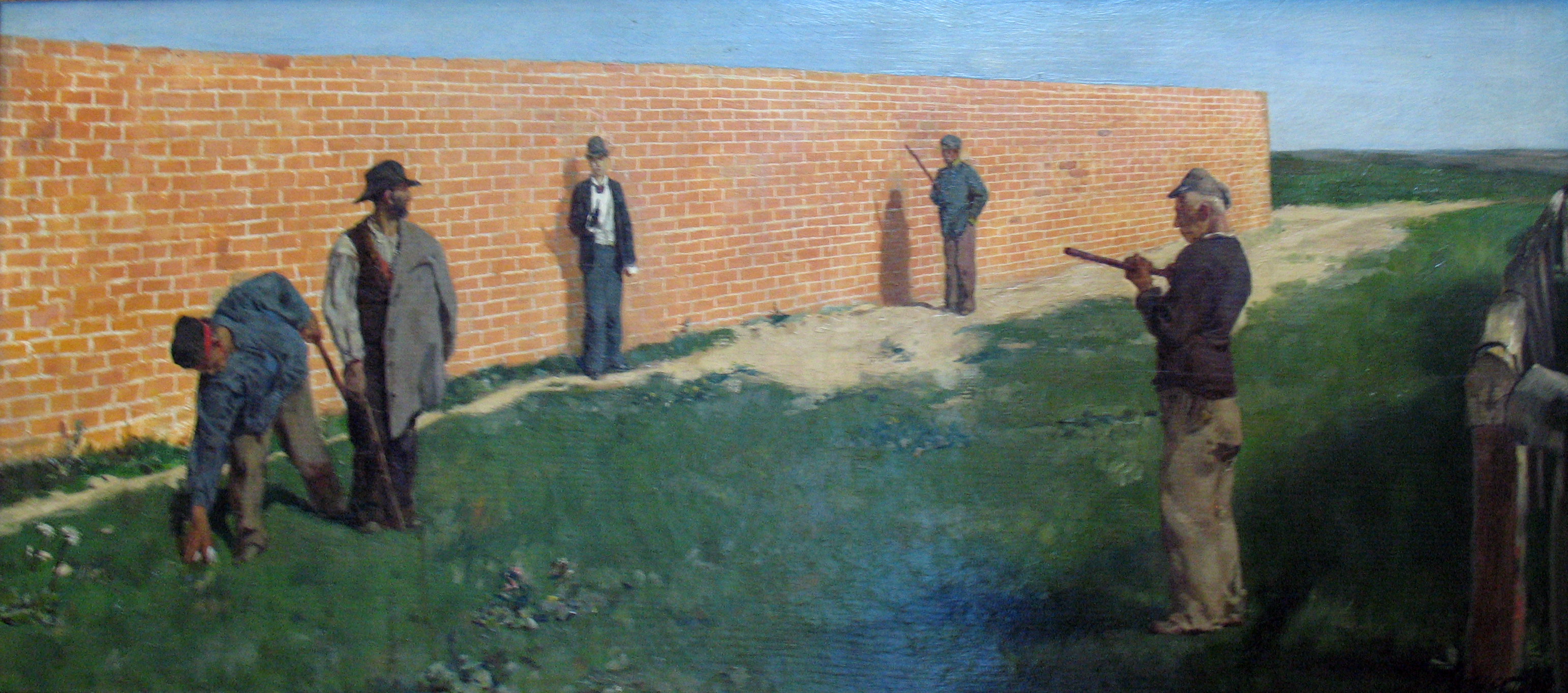
Överfall 1878.

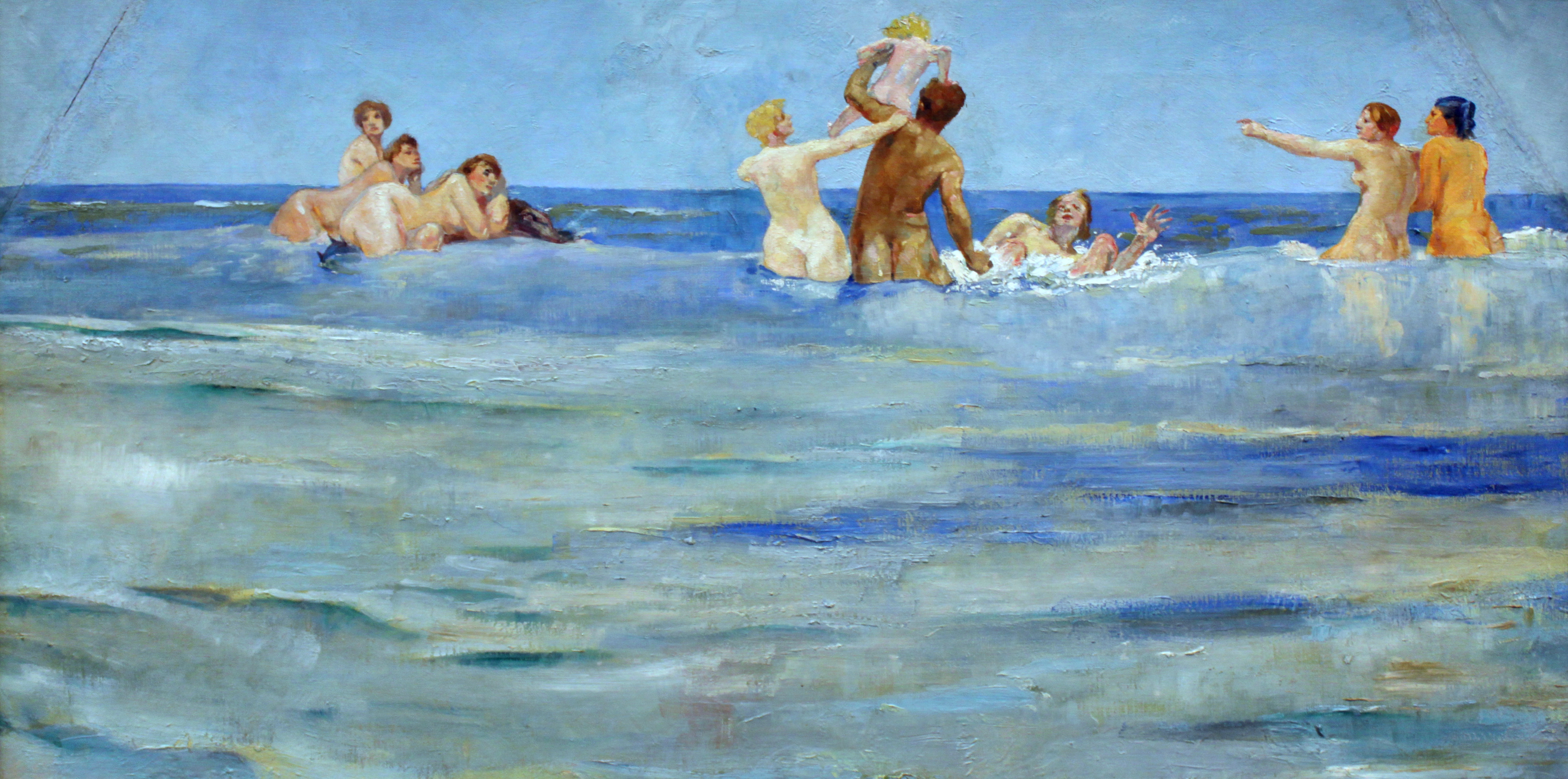
Tritoner och Najader, 1884.

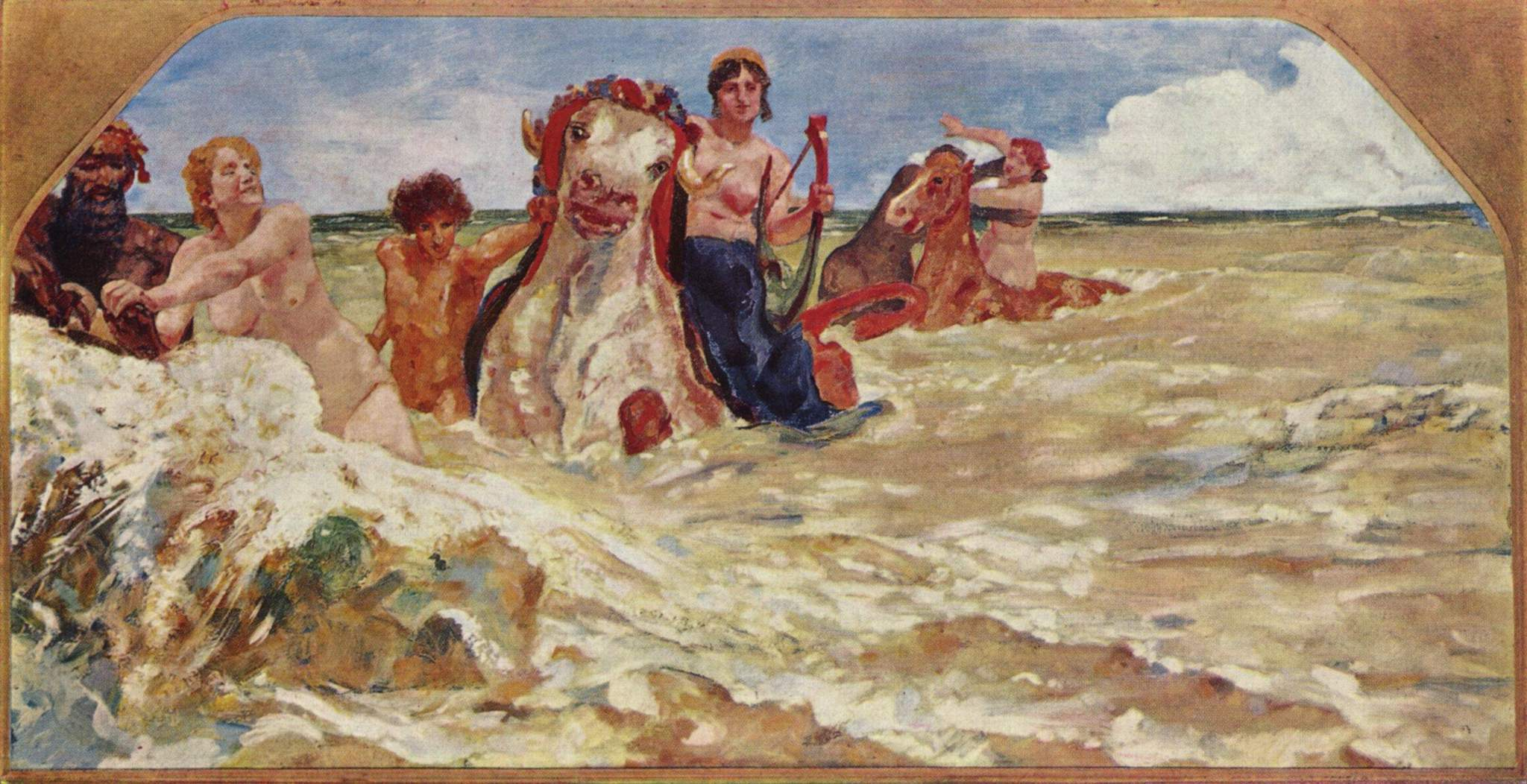
Väggmålning: Havsgudar i vågsvall, 1884–1885.

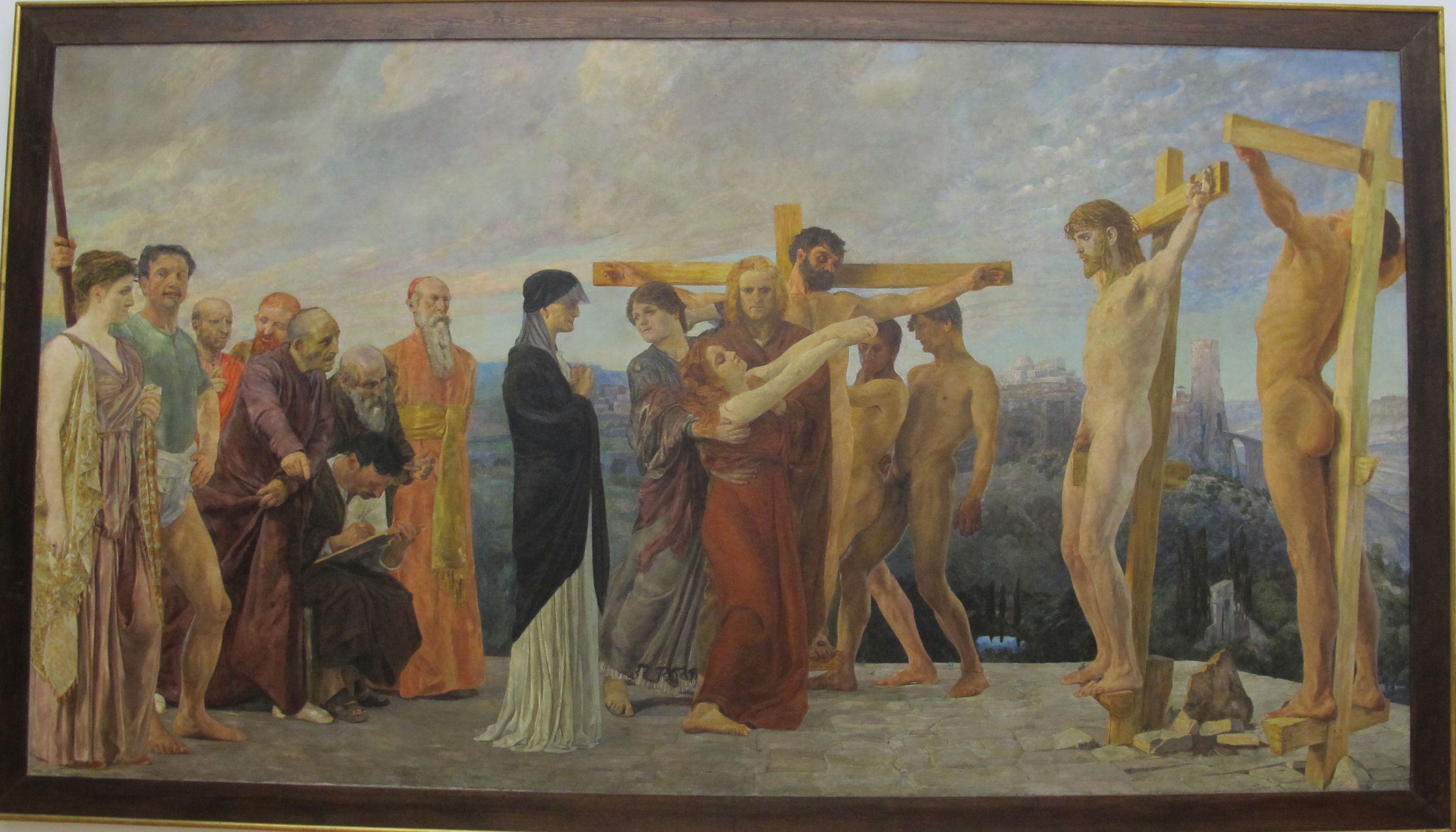
Korsfästelsen av Kristus, 1890.

Max Klinger, född 18 februari 1857 i Leipzig, död 4 juli 1920 in Großjena, var en tysk konstnär. Han var skulptör, grafiker, målare och bildhuggare. Hans verk förknippas vanligen med symbolismen, men han uppfattas ofta vara en tidig surrealist.

## Biografi
Max Klinger utbildade sig i Karlsruhe och Berlin samt Bryssel, Paris och Italien och levde från 1893 i Leipzig. Han var elev till Böcklin och inspirerades av denne till målningar med symboliskt och litterärt innehåll på gränsen till surrealism. 
Max Klinger ägnade sig under sin första konstnärstid och även senare åt grafiken, där han försökte flera metoder med en slagkraftig och förenklad form. Han utgav flera sviter grafiska blad, bland annat Ovidische Opfer (1879), Intermezzi (1881), Vom Tode (1889–1898) samt Brahmsfantasien (1894). Hans senare teckningar och etsningar har en dekorativt stiliserad prägel. Genom programskriften Malerei und Zeichung vill han ställa den tecknade konsten vid sidan av måleriet.
Han slog igenom med symbolistiska bildsviter som behandlade existentiella frågor, heroiska åtbörder som en sentimental livssyn, t.ex. Eine Liebe (1887). Hans mest kända verk är etsningssviten Brahmsfantasin (1890–1894) över förgängelsens och den musikaliska extasens tema. I vissa grafiska verk där han förenar realistisk detaljskärpa och symbolism i återgivningen av föremål och figurer framstår han som en förebådare av surrealismen. Vid sekelskiftet övergick han alltmer till skulptur, och 1899–1902 utförde han sitt symboltyngda monument över Beethoven i olikfärgad marmor, brons och elfenben.
Som målare framträdde Klinger med Paris' dom (1887), stor uppmärksamhet väckte Kristus i Olympen. I universitetsaulan i Leipzig utförde han en imposant väggmålning, Den grekiska kulturvärlden (1909) samt en större allegorisk bild i rådhuset i Chemnitz (1918). Här försökte Klinger förena det dekorativt monumentala med det realistiska friluftsmåleriet. Slutligen upptog Klinger redan på 1880-talet som skulptör den antika polykromin och utförde en del arbeten i livlig materialbehandling, såsom Salome och Beethoven, den senare färdigställd 1902 väckte stor uppmärksamhet.
Klinger hade stort inflytande på sin tid. Hans stil var realistisk och fantasifylld så att den appellerade till både symbolister och surrealister. Han påverkade så olikartade konstnärer som Edvard Munch och Max Ernst.
Klinger gifte sig ett år före sin död. Han levde som ungkarl större delen av sitt liv men hade ett tjugoårigt förhållande med författarinnan Elsa Asenijeff, som han hade träffat som 41-åring. Klinger är representerad vid bland annat Göteborgs konstmuseum.